# ماريا بترو
ماريا بترو فرنج (باليونانية: Μαρία Πέτρου)‏ (باليونانية: Μαρία Πέτρου؛ من مواليد 17 مايو 1953 - وتُوفيت في 15 أكتوبر 2012) هي عالمة يونانية بريطانية المولد متخصصة في مجالات الذكاء الاصطناعي والرؤية الحاسوبية. قامت بترو بتطوير عدد من تقنيات التعرف على الرؤية الحاسوبية، والتي تُدرس في جامعة سري وكلية لندن الإمبراطورية، كما كتبت العديد من المقالات العلمية.

## حياتها المبكرة وتعليمها
وُلدت بترو في سلانيك، باليونان، في عام 1953، وأبدت ميلها للعلوم في سن مبكرة. بدأت بترو بتدريس الرياضيات والعلوم للأطفال في سن 15 سنة. درست بترو الفيزياء في جامعة أرسطو، قبل السفر إلى المملكة المتحدة لدراسة الرياضيات وعلم الفلك في جامعة كامبردج. بدأت بترو في عام 1983 العمل كمساعدة باحثة لأبحاث ما بعد الدكتوراه في قسم الفيزياء النظرية بجامعة أكسفورد.

## أبحاث الذكاء الاصطناعي
بدأت بترو في دراسة الرؤية الحاسوبية والجوانب الأخرى من الذكاء الآلي للروبوت مع بداية اهتمام الأكاديميات البريطانية بالتركيز على التطبيق العملي في الثمانينيات. بدأت بترو العمل في قسم الهندسة الإلكترونية والكهربائية في جامعة سري في عام 1988، وأصبحت أستاذًا لتحليل الصور في عام 1998. شغلت بترو منصب رئيس معالجة الإشارات في كلية لندن الإمبراطورية، وأصبحت مديرة معهد المعلومات في المركز اليوناني للبحوث والتكنولوجيا (CERTH) من عام 2009 حتى وفاتها. حظيت بترو علاوةً على ذلك بعضوية الأكاديمية الملكية للهندسة، وألّف العديد من الكتب وساهمت بشكل غزير في المجلات العلمية.
طورت بترو خلال مسيرتها المهنية عددًا من تقنيات التعرف على الصور المهمة، بما في ذلك طرق تحليل النسيج الآلي ومقارنة الصور والقياس الثلاثي الأبعاد. اختارت بترو على الأخص هي والدكتور ألكسندر قاديروف عملية تحويل التتبع، وطريقة تمثيل الصور التي تسمح بوجود أنظمة التعرف على الوجه بشكل أكثر كفاءة. توجد العديد من التقنيات التي تعتمد على أعمال بترو والتي ظهرت بكثرة بشكل عملي في مجالات التجارة والطب والتصوير البيئي. كانت بترو أيضُا رسامة كاريكاتير هاوية، وكانت تتحدى زملاءها لبناء روبوت قادر على كي الملابس- وهو تحد تطور لاحقاً إلى مشروع الروبوتات الممول من الاتحاد الأوروبي.

## حياتها الشخصية
تزوجت بترو من فيل بالمر، وهو عالم فلك بريطاني، وأنجبت منه ابن واحد قبل الطلاق. توفيت بترو بسبب سرطان الثدي في أكتوبر 2012 وهي بعمر التاسعة والخمسين.

## روابط خارجية
- Imperial College London webpage (last updated 2009)
- 2006 British Machine Vision Association biography
- Guardian obituary